# Carl Merznicht
Carl Valentin Merznicht (* 15. Dezember 1898 in Aschaffenburg; † 21. Juli 1971 in Berlin) war ein deutscher Schauspieler, Regieassistent und Sänger bei Bühne und Film.

## Leben und Wirken
Der Sohn von Adam Merznicht und seiner Frau Berta, geb. Bernhardt, war zunächst in seiner Geburtsstadt als Magistratsbeamter tätig, ehe er Anfang der 1930er-Jahre als Ensemblemitglied des Münchner Theaters am Gärtnerplatz auftaucht. Bald darauf wandte er sich ganz dem Film zu und spielte dort kleine Rollen, in denen er bisweilen auch sein Gesangstalent unter Beweis stellen konnte. Während des Zweiten Weltkriegs erhielt Merznicht keine Filmrollen mehr angeboten und begann stattdessen beim Film (Stukas, Junge Adler und Ein fröhliches Haus) als Regieassistent zu arbeiten. Er starb 1971 in Berlin-Wilmersdorf.

## Filmografie (komplett)
- 1932: Ich bei Tag und Du bei Nacht
- 1936: Glückskinder
- 1936: Das Hofkonzert
- 1937: La Habanera
- 1938: Verklungene Melodie
- 1939: Frau am Steuer
- 1939: 12 Minuten nach 12